# Sudbury Valley School
 Der er for få eller ingen kildehenvisninger i denne artikel, hvilket er et problem. Du kan hjælpe ved at angive troværdige kilder til de påstande, som fremføres i artiklen.

Sudbury Valley School er en uddannelsesinstitution i Framingham i den amerikanske delstat Massachusetts. Skolen blev grundlagt i 1968 og har været i drift siden da. Grundlæggerne mente, at det bedste undervisningmiljø, der skal forberede de unge til at være ansvarlige medborgere i et demokratisk samfund, er et miljø der bygger på demokratiske principper.
Skolen er i bund og grund et demokratisk samfund, designet til at give studerende mulighed for at forfølge deres egne interesser indenfor de områder de selv vælger. Alle skolens regler og politiske beslutninger træffes af skolemødet. Et ugentligt møde hvor hver enkelt studerende og ansat, uanset alder, har én stemme. Reglerne på skolen har til formål at beskytte skolen og forhindre folk i at genere hinandens aktiviteter.
Reglerne håndhæves af retsudvalget. Medlemmerne i retsudvalget er dels valgt ved afstemning om kandidater på skolemødet og lodtrækning blandt alle skolemødemedlemmer, sådan at udvalget repræsentere hele aldersgruppen på skolen.
Skolens pædagogiske filosofi er centreret om, at i et miljø med rigelig muligheder vil børnene uddanne sig gennem deres egen selvstændige leg, udforskning, og andre selv-indledte aktiviteter.
Undervisning tilbydes som svar på børnenes anmodninger, men ingen er forpligtet til eller bliver særligt opfordret til at deltage i undervisning. Bøger, udstyr og personaleekspertise er til rådighed for at hjælpe med uddannelse i en bred vifte af fag og færdigheder, men børnene er frit stillet i forhold til at bruge eller ikke bruge disse midler, som de selv vil.
En grundlæggende forudsætning for skolens filosofi er, at hver person er ansvarlig for hans eller hendes egen uddannelse. Det kan med rimelighed siges at personligt ansvar er skolens primære læseplan. De ansatte hverken tvinger eller lokker børn til at lære. Skolen tester ikke de børnene eller vurderer dem på anden måde igennem årene, ligesom skolen ikke inddeler børnene i klasser og klassetrin.